# Greco Bianco
Greco Bianco ist eine autochthone süditalienische Weißweinsorte. Sie wurde schon von den Römern kultiviert. Es wird eine Abstammung von der antiken Sorte Aminea vermutet. Aminea wurde nachweislich in dieser Region gezogen, wie eine römische Inschrift belegt, die in Strongoli gefunden wurde. Möglicherweise ist sie eine Mutation des Trebbiano; vielleicht ist sie auch mit der Rebsorte Garganega verwandt. Eine Verwandtschaft zur Sorte Grechetto besteht indes nicht. Eine DNA-Analyse aus dem Jahr 2005 legt nah, dass Asprinio Bianco und Greco Bianco identisch sind.
Weltweit war 2016 eine Rebfläche von 2050 ha mit Greco Bianco bestockt.
Der Name Greco weist auf griechischen Ursprung hin. Die Rebsorte wird vorwiegend in Süditalien entlang des Ionischen Meers angebaut. In Kampanien werden der trockene Greco di Tufo sowie die DOC-Weine Sant’Agata de’ Goti (oder Sant’Agata dei Goti) und Greco daraus hergestellt. In Kalabrien keltert man den Cirò sowie den süßen Greco di Bianco sowie die DOC-Weine Lamezia, Lamezia Greco, Melissa Bianco, Bivongi DOC daraus. Im Latium ist sie Bestandteil des Vignanello Greco, und auf Capri wird sie zusammen mit anderen Sorten zu einem trockenen Weißwein verschnitten.
Man findet die Rebsorte auch in den USA und in Spanien.